# Limburg, Belgien
För andra betydelser, se Limburg
Limburg (franska: Limbourg, Province de Limbourg) är en provins i nordöstra Belgien.   Den ligger i regionen Flandern 80 km öster om huvudstaden Bryssel. Antalet invånare är 870 880. Arean är 2 414 kvadratkilometer. Limburg gränsar till Noord-Brabant, Limburg, Antwerpen, Liège och Flamländska Brabant. Huvudstad i provinsen är Hasselt.
Området är känt för den starka ost - limburger - som tillverkas i staden Limbourg. Den limburgiska dialekten känns igen på sina långa vokalljud. 
Terrängen i Limburg är mycket platt.

## Distrikt och kommuner
Arrondissement Hasselt:
- As
- Beringen
- Diepenbeek
- Genk
- Gingelom
- Halen
- Ham
- Hasselt
- Herk-de-Stad
- Heusden-Zolder
- Leopoldsburg
- Lummen
- Nieuwerkerken
- Opglabbeek
- Sint-Truiden
- Tessenderlo
- Zonhoven
- Zutendaal

Arrondissement Maaseik:
- Bocholt
- Bree
- Dilsen-Stokkem
- Hamont-Achel
- Hechtel-Eksel
- Houthalen-Helchteren
- Kinrooi
- Lommel
- Maaseik
- Meeuwen-Gruitrode
- Neerpelt
- Overpelt
- Peer

Arrondissement Tongeren:
- Alken
- Bilzen
- Borgloon
- Heers
- Herstappe
- Hoeselt
- Kortessem
- Lanaken
- Maasmechelen
- Riemst
- Tongeren
- Voeren
- Wellen